# Miłżecki
Miłżecki – polski herb szlachecki, odmiana herbu Odrowąż.

Herb Miłżecki

## Opis herbu
W polu czerwonym tamga Odrowążów srebrna. Herb ma dwa hełmy. W klejnocie prawym czerwone pióro orle z godłem na nim, a w lewym pięć piór strusich, z których środkowe i krańcowe czerwone.

## Herbowni
Milżecki, Milżycki, Miłżecki

## Najwcześniejsze wzmianki
(brak danych)